# Cantaing-sur-Escaut
Cantaing-sur-Escaut är en kommun i departementet Nord i regionen Hauts-de-France i norra Frankrike. Kommunen ligger i kantonen Marcoing som tillhör arrondissementet Cambrai. År 2022 hade Cantaing-sur-Escaut 408 invånare.

## Befolkningsutveckling
Antalet invånare i kommunen Cantaing-sur-Escaut
| Referens: INSEE |